# Кротово (Смоленская область)
Кро́тово — деревня в Смоленской области России, в Ярцевском районе. Расположена в центральной части области в 23 км к северу от районного центра.
Население — 211 жителей (2007 год).
Административный центр Кротовского сельского поселения.

## Достопримечательности
- Скульптура на братской могиле 2907 воинов Советской Армии, погибших в 1941—1943 гг. в боях с немецкими войсками.

## Топографические карты
- N-36-030-A, N-36-030-B Масштаб: 1:50000 Госгисцентр